# Aron fra Kangeq
Aron fra Kangeq (født 9. april 1822 i Kangeq, død 12. marts 1869) var en grønlandsk fanger, illustrator og fortæller.
Aron malede sine første akvareller og nedskrev sine første sagn til H.J. Rink i 1858, mens han lå syg på briksen i Kangeq.
Aron fik herefter igen nogle år som sælfanger, men i 1863 og 1867-68 genoptog han sin virksomhed som kunstner og fortæller.
Aron døde af tuberkulose i 1869.
Der findes en film om Aron fra Kangeq lavet af Sten Rehder.
- Kasape dræber høvdingen Oungortok
- Historisk scene: Missionær og grønlændere, malet af Aron